# رئة اصطناعية
الرئة الاصطناعية هي جهاز اصطناعي تتم زراعته في الجسم ليحل محل الرئة البيولوجية. وهذا الجهاز يختلف عن جهاز القلب والرئتين من حيث كونه جهازًا داخليًا مصممًا للقيام بوظائف الرئتين لفترات طويلة من الزمن وليس لفترات مؤقتة.
وتشتمل أحدث التطورات في هذا المجال على جهاز يستخدم الألياف المجوفة الصغيرة وقوة الضخ الخاصة بالقلب لتزويد الدم بالأكسجين. وقد يلزم تركيب جهاز الرئة الاصطناعية لأي إنسان إذا أصيبت رئتاه بمرض أو تعرضت للتلف ولم تعد هناك إمكانية لعلاجهما.